# Burial (álbum de Burial)
Burial é o auto-intitulado álbum de estréia do músico de dubstep de Londres Burial. Foi indicado para o Mercury Prize de 2008, sendo um dos favritos para receber o prêmio. 
| Críticas profissionais                                                      | Críticas profissionais |
| Avaliações da crítica                                                       | Avaliações da crítica  |
| Fonte                                                                       | Avaliação              |
| --------------------------------------------------------------------------- | ---------------------- |
| Pitchfork                                                                   | [ 2 ]                  |
| Esta tabela precisa de ser acompanhada por texto em prosa. Consulte o guia. |                        |

## Faixas
Faixas 1, 2, 4, 6-10 e 12 compostas por William Bevan.
1. "(untitled)" Contém um sampler da voz de Benicio del Toro no filme 21 Gramas (2003).
2. "Distant Lights" Contém um sampler da música Emotion do Destiny's Child
3. "Spaceape feat. spaceape" A letra é idêntica a de Victims, de Memories of the Future com Kode9 (Hyperdub Records)
4. "Wounder"
5. "Night Bus"
6. "Southern Comfort"
7. "U Hurt Me"
8. "Gutted" Contém um sampler da voz de Forest Whitaker no filme Ghost Dog: The Way of the Samurai (1999).
9. "Forgive" Contém um sampler da música "An Ending (Ascent)" de Brian Eno.
10. "Broken Home" Contém um sampler da música "Dry Cry" de Sizzla.
11. "Prayer" Contém um sampler do loop de bateria da música "Sometimes I Cry" de Les McCann, coletada da música "Teardrop" do Massive Attack.
12. "Pirates"
13. "(untitled)" Contém um sampler da voz de Will Patton no filme "The Mothman Prophecies" (2002).